# 에타 중간자
에타 중간자와 에타 프라임 중간자(영어: eta prime mesons)는 위 쿼크와 아래 쿼크, 기묘 쿼크가 섞여 만들어진 중성 유사스칼라 중간자의 일종이다. 다른 유사스칼라 쿼코늄(중성 중간자)도 첨자를 붙여 "에타 중간자"라고 부른다. 예를 들어 ηc는 cc의 중간자다.

## 역사
에타 중간자와 에타 프라임 중간자는 1956년에 사카타 쇼이치가 {\displaystyle \pi ^{0}{}'{}'}와 {\displaystyle \pi ^{0}{}'}라는 이름으로 예측하였다. 에타 중간자는 1961년에 미국 로런스 버클리 국립연구소의 베바트론에서 파이온과 핵자를 충돌하며 발견되었다. 에타 프라임 중간자는 1964년에 미국의 로런스 버클리 국립연구소와 브룩헤이븐 연구소에서 동시에 발견되었다. 맵시 에타는 1980년에 두 공동연구 (Partridge et al.과 Himel et al.)에서 독립적으로 발견하였다.

## 특성
에타 중간자와 에타 프라임 중간자의 질량의 차는 쿼크 모형의 예측 (0) 보다 크다. 이를 에타-에타 프라임 문제라고 한다. 이 현상은 순간자로 설명할 수 있다.

## 같이 보기
- 특수 유니터리 군